# Rio Bistrița (Siret)
O Rio Bistriţa é um rio da Romênia afluente do Rio Siret, localizado no distrito de Maramureş, Suceava, Neamţ e Bacău com 283 quilómetros de comprimento.